# Filmpedagogerna Folkets Bio
Filmpedagogerna Folkets Bio grundades år 1992 och är en del av den ideella organisationen Folkets Bio. De utbildar i film och medie- och informationskunnighet (MIK) främst genom föreläsningar, filmskapande i skolan, läromedelsproduktion och nationella såväl som internationella samarbeten.

## Medie- och informationskunnighet (MIK) i Sverige
Filmpedagogerna Folkets Bio har varit delaktiga i introducerandet av begreppet medie- och informationskunnighet (MIK) i Sverige  och har haft inflytande på arbetet med MIK i Sverige, bland annat genom att samarbeta med UNESCO, Nordicom och Svenska Unescorådet i utformningen av en öppen, global utbildningsplattform om MIK,  samt genom att ha bidragit till översättningen av UNESCO:s ramverk för medie- och informationskunnighet till svenska år 2011 . Tillsammans med bland annat Myndigheten för psykologiskt försvar, Internetstiftelsen, Myndigheten för press, radio och tv, Sveriges Kommuner och Regioner (SKR), Utbildningsradion (UR), Skolverket och Kungliga biblioteket är de medlemmar i det nationella nätverket MIK Sverige som syftar till att stärka medie- och informationskunnigheten i Sverige. Västra Götalandsregionen har även gett Filmpedagogerna Folkets Bio i uppdrag att sprida kunskap om medie- och informationskunnighet i regionen.

## Utbildningsinsatser
Efter Instagramupploppet som skedde i Göteborg 2012 höll Filmpedagogerna Folkets Bio en utbildning om sociala medier, lag och rätt på nätet och skolans ansvar för rektorerna på gymnasieskolorna i Göteborg.
Under läsåret 2022/2023 ingick Filmpedagogerna Folkets Bio i ett läsfrämjandeprojekt med alla elever i årskurs fem i Partille kommun. Eleverna läste en gemensam bok, hade författarbesök och fick göra egna filmer utifrån innehållet i boken ”I väntan på mitt ovanliga liv” av Pär Sahlin.
Under 2022-2023 var Filmpedagogerna Folkets Bio delaktiga i forskningsprojektet ”Hållbar hembygd” tillsammans med Göteborgs universitet, Mediapoolen, Lindholmen Visual Arena, Göteborgsregionen samt GPS400 där lokala hembygdsföreningar och mellanstadieklasser tillsammans fick reflektera och göra egna filmer om sin hembygd utifrån dåtid, nutid och framtid med utgångspunkt i målen för Agenda 2030.

## Utbildningsmaterial och publikationer
Som en del i folkbildningsarbetet i film och media har Filmpedagogerna Folkets Bio producerat flera utbildningsfilmer och utbildningsmaterial. År 2006 producerade de serien Berättandets grammatik på uppdrag av Myndigheten för skolutveckling. Reklamfilmens fantastiska värld producerades på uppdrag av Konsumentverket år 1998 (filmerna reviderades år 2004, 2009 och år 2012). År 2021 producerades två nya delar med stöd från Konsumentverket: Influencers – en miljardindustri samt Gaming – en miljardindustri. På uppdrag av ABF har Filmpedagogerna Folkets Bio producerat två utbildningsmaterial bestående av filmer med tillhörande handledningar: Gilla / Kommentera / Dela som är en grundkurs i medie- och informationskunnighet samt Påverka med film år 2019. Filmpedagogerna Folkets Bio har också samarbetat med Nordicom i publikationer såsom Carlsson, Ulla (2013) Medie- och informationskunnighet i nätverkssamhället. Skolan och demokratin. samt Carlsson, Ulla (2018), Medie- och informationskunnighet, MIK, i den digitala tidsåldern. En demokratifråga. Kartläggning, analyser reflektioner.